# باشگاه فوتبال سروت
باشگاه فوتبال سروت ژنو ۱۸۹۰ (به فرانسوی: Servette Football Club Genève 1890) یک باشگاه فوتبال سوئیسی است که در ژنو قرار دارد. سروت ۱۷ بار به قهرمانی در لیگ سوئیس رسیده‌است. مالک سابق این باشگاه یک ایرانی به نام . همچنین حسین علی خان سردار، از سال ۱۹۱۸ تا ۱۹۲۳ بازیکن ایرانی این تیم بود که بعدها برای تیم ملی فوتبال سوئیس هم بازی کرد.

## بازیکنان برجسته
- فیلیپ سندروس
- الکساندر فرای
- حسین علی خان سردار
- کارل هاینس رومنیگه
- اولیور نویویل
- کریستین کارمبو
- سانی اندرسون
- مارتین پتروف